# Summer Bishil
Summer Yasmine Bishil (Pasadena, 17 luglio 1988) è un'attrice statunitense.

## Biografia
Summer è nata a Pasadena, in California, il 17 luglio 1988, ultima di tre figli, da padre indiano e da madre statunitense di origini per metà europee e per metà messicane. Bishil ha vissuto a Pasadena fino all'età di tre anni, quando la famiglia si è trasferita in Arabia Saudita. Bishil, suo fratello e sua madre sono ritornati nella California del sud quando aveva quattordici anni.

## Filmografia

### Cinema
- Niente velo per Jasira (Towelhead), regia di Alan Ball (2007)
- Crossing Over, regia di Wayne Kramer (2009)
- Mooz-lum, regia di Qasim Basir (2010)
- Public Relations, regia di Gianna Sobol (2010)
- L'ultimo dominatore dell'aria (The Last Airbender), regia di M. Night Shyamalan (2010)
- Under the Silver Lake, regia di David Robert Mitchell (2018)

### Televisione
- Il tempo della nostra vita (Days of our Lives) – serie TV, 1 episodio (2005)
- Just for Kicks – serie TV, episodio 1x02 (2006)
- Drake & Josh – serie TV, episodio 4x01 (2006)
- Hannah Montana – serie TV, episodio 1x16 (2006)
- Ritorno ad Halloweentown (Return to Halloweentown), regia di David Jackson – film TV (2006)
- Three Rivers – serie TV, episodio 1x03 (2009)
- iZombie – serie TV, episodio 1x10 (2015)
- The Magicians – serie TV (2015-2020)